# Dariusz Kuc

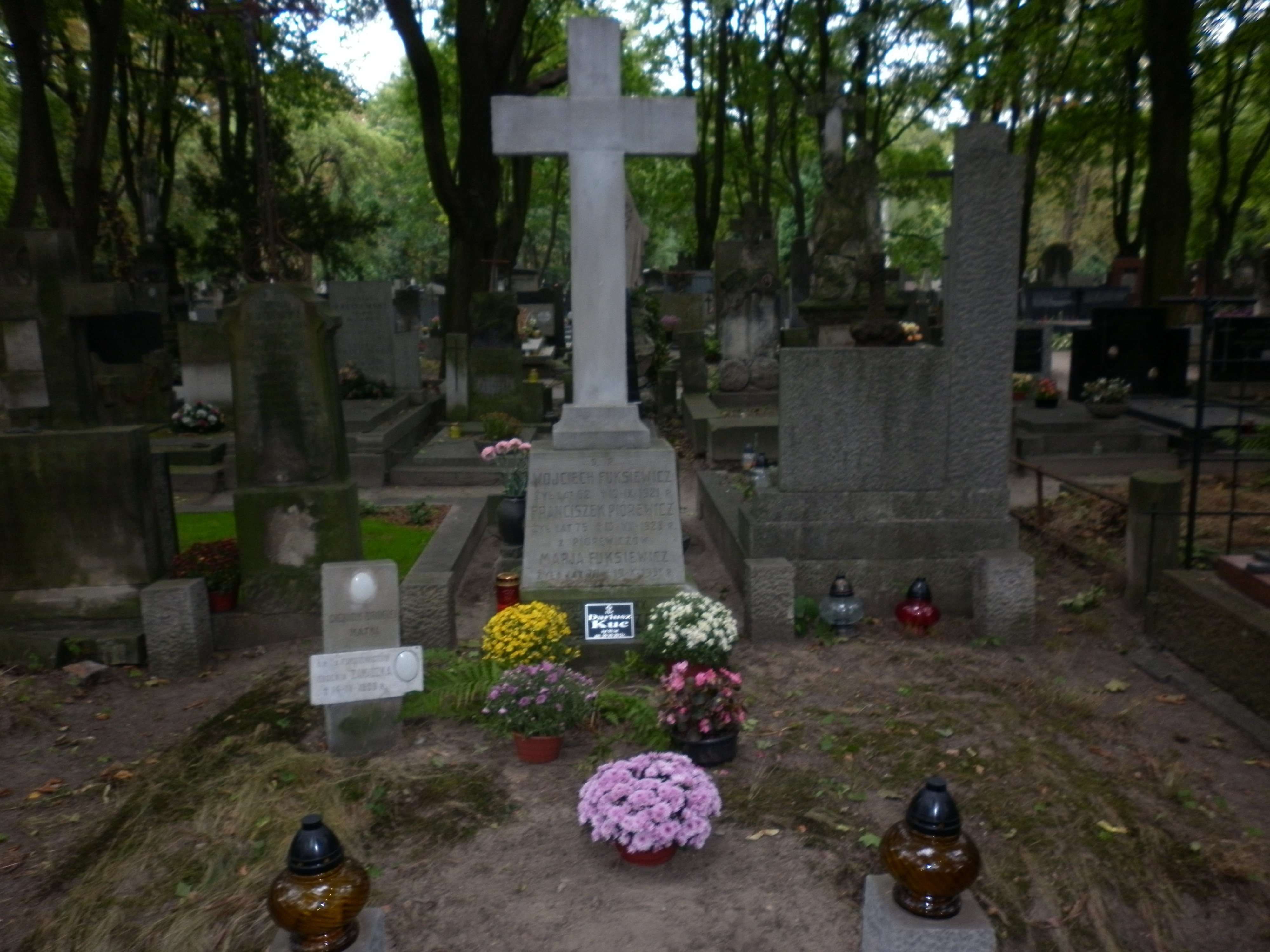
Grób Dariusza Kuca na Powązkach

Dariusz Kuc (ur. 27 sierpnia 1956 w Warszawie, zm. 29 lipca 2012 tamże) – polski operator filmowy.
W 1983 r. ukończył studia na Wydziale Operatorskim PWSFTviT w Łodzi. Wieloletni członek Stowarzyszenia Filmowców Polskich. Od 2011 pełnił funkcję przewodniczącego Stowarzyszenia Twórców Obrazu Filmu Fabularnego STOFF/PSC. Zmarł po ciężkiej chorobie. Uroczystości pogrzebowe Dariusza Kuca odbyły się 6 sierpnia 2012 w warszawskim kościele św. Karola Boromeusza. Jego prochy spoczęły na cmentarzu Powązkowskim w Warszawie (kwatera 214-4-23).

## Filmografia
- 1983 – Kartka z podróży
- 1984 – Wszystko powiem Lilce!
- 1984 – Pismak
- 1984 – Idol
- 1985 – Spowiedź dziecięcia wieku
- 1985 – Ga, ga. Chwała bohaterom
- 1986 – W zawieszeniu
- 1986 – Cudowne dziecko
- 1988 – Schodami w górę, schodami w dół
- 1988 – Mistrz i Małgorzata
- 1989 – Ostatni prom
- 1990 – Kramarz
- 1990 – Femina
- 1990 – Eminent Domain
- 1991 – Koniec gry
- 1992 – Zwolnieni z życia
- 1992 – Pierścionek z orłem w koronie
- 1992 – Kiedy rozum śpi
- 1993 – Pożegnanie z Marią
- 1993 – Mięso (Ironica)
- 1994 – Polska śmierć
- 1995 – Horror w wesołych bagniskach
- 2000 – Niech gra muzyka
- 2003 – Ubu Król
- 2005 – Parę osób, mały czas
- 2007 – Braciszek
- 2009 – Rewizyta

## Nagrody
1991: Femina – nominacja do nagrody za zdjęcia na FPFF w Gdyni